# Custódio Ferreira Leite
Custódio Ferreira Leite, primeiro e único barão de Aiuruoca (Rio das Mortes, atual São João del-Rei, 3 de dezembro de 1782 — Mar de Espanha, 17 de novembro de 1859), foi um cafeicultor e político brasileiro, que teve papel destacado na história do vale do Paraíba, principalmente das cidades de Barra Mansa, Mar de Espanha, Sapucaia e Aiuruoca. Foi, à época, uma das maiores, senão a maior fortuna da província de Minas Gerais.
Décimo filho do português José Leite Ribeiro (1723 - 1801) e de Escolástica Maria de Jesus Moraes, era irmão de Francisca Bernardina do Sacramento Leite Ribeiro, baronesa consorte de Itambé, e de Francisco Leite Ribeiro, capitão de Ordenanças e comendador da Imperial Ordem da Rosa. Foi também tio dos barões de Vassouras e de Itamarandiba, e tio-avô dos barões de Santa Margarida e de Vidal, da filantropa Eufrásia Teixeira Leite, da viscondessa consorte de Taunay, e de Domiciano Leite Ribeiro, Grande do Império e visconde de Araxá.
Bacharel em direito, casou-se com Teresa Maria Rosa de Magalhães Veloso, com quem teve ao menos três filhos que chegaram à idade adulta: José Custódio Ferreira Leite; Antonio de Pádua Ferreira Leite e Francisco Galdino Ferreira Leite.
Juntamente com seus familiares o barão de Itambé e seu irmão o comendador Anastácio Leite Ribeiro, inaugurou em 1820 a Estrada da Polícia, ligando o Rio de Janeiro às Minas Gerais. Depois de passar por Barra Mansa, Piraí, Vassouras e Valença, fixou-se definitivamente com seu irmão Francisco José em Mar de Espanha.
O viajante George Gardner, ao visitar suas fazendas em 1841, relatou que a produção dos cafezais de suas propriedades atingira as dez mil arrobas por safra, e na de seu irmão Francisco, onze mil. Segundo ele, suas propriedades produziam ainda queijo, açúcar e aguardente que eram vendidos aos mercados do Rio de Janeiro.
Como muitos membros da elite colonial, foi também um importante comerciante e utilizador da mão-de-obra escrava, e registros apontam que traficou ao menos 267 escravos, em 8 remessas, com destino às suas fazendas no interior de Minas Gerais. As mesmas fontes apontam que, somados, outros membros de sua família traficaram mais de mil escravos durante a mesma época, e seu irmão Francisco, ao falecer, deixou como herança, dentre numerosos bens, 228 escravos.
Comendador da Imperial Ordem de Cristo, recebeu o baronato por decreto de 14 de maio de 1855 de Dom Pedro II do Brasil, por seu esforço no desenvolvimento do Vale do Paraíba. Seu título, originalmente grafado Ayuruoca, faz referência à cidade de Aiuruoca, cujo nome em tupi significa "casa dos papagaios".
Nomeado coronel da Guarda Nacional, tomou assento na Assembleia Provincial de Minas Gerais durante o biênio 1858/1859.
Foi "benemérito e emancipador" da cidade de Mar de Espanha, tendo sido o responsável por encaminhar ao governo provincial seu atual nome, que substituiu o anterior "Arraial do Cágado". Fundou o vilarejo de Barra Mansa.
Seu óbito está lavrado no livro paroquial da cidade fluminense de Sapucaia.